# Communauté de communes Puisaye nivernaise
La communauté de communes Puisaye nivernaise était une communauté de communes française, située dans le département de la Nièvre et la région Bourgogne-Franche-Comté. 
Elle a fusionné le 1er janvier 2013 avec la communauté de communes de Saint-Sauveur-en-Puisaye pour former la communauté de communes Portes de Puisaye Forterre.

## Composition
Elle était composée des communes suivantes :
- Arquian ;
- Bitry ;
- Bouhy ;
- Dampierre-sous-Bouhy ;
- Saint-Amand-en-Puisaye ;
- Saint-Vérain.

## Sources
- Le SPLAF (Site sur la Population et les Limites Administratives de la France)
- La base ASPIC